# ブラドリー郡 (アーカンソー州)
ブラドリー郡（英: Bradley County）は、アメリカ合衆国アーカンソー州の南部に位置する郡である。2010年国勢調査での人口は11,508人であり、2000年の12,600人から8.7%減少した。郡庁所在地はウォーレン市（人口6,003人）であり、同郡で人口最大の都市でもある。ブラドリー郡は1840年12月18日に設立された州内43番目の郡であり、郡名は米英戦争に参加したヒュー・ブラドリー大尉に因んで名付けられた。アルコールの販売が禁止される禁酒郡である。

## 歴史
ブラドリー郡となった地域には、数千年前からアーカンザス川沿いに様々な文化のインディアンが住み、複雑な社会を作っていた。ミシシッピ文化の人々は西暦1000年頃からワシタ川沿いに巨大なマウンドを建設した。

### カド族インディアン
ブラドリー郡南端のフェルゼンタル保護区には200以上の考古学遺跡があり、5000年前にはここに住んでいた主にカド族インディアンのもと考えられている。これら遺跡には季節による釣りの宿営地、儀礼用のひろば、寺院および200ほどの建物がある大規模集落がある。

### フランスとスペインによる支配（1540年-1803年）
1540年代にエルナンド・デ・ソトがミシシッピ川流域を探検した後、17世紀後半まではワシタ川流域でヨーロッパ人が活動したという痕跡はほとんど無い。

### アメリカ合衆国初期（1804年-1838年）
1837年から1861年、ミシシッピ州、アラバマ州、テネシー州、ジョージア州から開拓者がこの地域に移ってきた。1860年以前、メキシコ湾岸から開拓者がルイジアナ州北部やアーカンソー州南西部の農地に入るためには、ナチェズでミシシッピ川を渡り、ワシタ川を遡るのが通常のコースだった。

## 地理
アメリカ合衆国国勢調査局に拠れば、郡域全面積は654.388平方マイル (1,694.8 km2)であり、このうち陸地650.63平方マイル (1,685.1 km2)、水域は3.75平方マイル (9.7 km2)で水域率は0.57%である。ミシシッピ・エンベイメントがブラドリー郡の東端と南東端に沿ってセイリーン川流域まで広がっている。ワシタ川が郡南西端に沿って流れている。

### 主要高規格道路
- アメリカ国道278号線
- アメリカ国道63号線
- アーカンソー州道8号線
- アーカンソー州道160号線

### 隣接する郡
- クリーブランド郡
- ドリュー郡 - 東
- アシュリー郡 - 南東
- ユニオン郡 - 南西
- カルフーン郡 - 西

### 国立保護地域
- フェルゼンタル国立野生生物保護区（部分）

## 人口動態

人口ピラミッド

以下は2006年の推計による人口統計データである。
| 基礎データ - 人口: 18,873人 - 世帯数: 13,103 世帯 - 家族数: 9,346 家族 - 人口密度: 7人/km2（19人/mi2） - 住居数: 7,002軒 - 住居密度: 4軒/km2（9軒/mi2） 人種別人口構成 - 白人: 53.36% - アフリカン・アメリカン: 39.63% - ネイティブ・アメリカン: 0.24% - アジア人: 0.06% - 太平洋諸島系: 0.01% - その他の人種: 4.91% - 混血: 0.75% - ヒスパニック・ラテン系: 4.25% 年齢別人口構成 - 18歳未満: 23.6% - 18-24歳: 9.7% - 25-44歳: 26.54% - 45-64歳: 22.8% - 65歳以上: 17.5% - 年齢の中央値: 38歳 - 性比（女性100人あたり男性の人口） - 総人口: 97.7 - 18歳以上: 95.8 | 世帯と家族（対世帯数） - 18歳未満の子供がいる: 29.5% - 結婚・同居している夫婦: 52.2% - 未婚・離婚・死別女性が世帯主: 14.5% - 非家族世帯: 29.9% - 単身世帯: 27.6% - 65歳以上の老人1人暮らし: 13.9% - 平均構成人数 - 世帯: 2.45人 - 家族: 2.96人 収入と家計 - 収入の中央値 - 世帯: 38,936米ドル - 家族: 47,094米ドル - 性別 - 男性: 32,779米ドル - 女性: 27,167米ドル - 人口1人あたり収入: 42,346米ドル - 貧困線以下 - 対人口: 26.3% - 対家族数: 20.6% - 18歳未満: 33.1% - 65歳以上: 20.8% |

## 都市と町
- バンクス
- ハーミテージ
- ウォーレン - 郡庁所在地

### 未編入の町
- ヒロ
- インガルス
- ジャージー
- ジョンズビル
- モローベイ
- サンプター
- ビック

## 郡区
アーカンソー州の郡はさらに郡区に小区分されている。各郡区には未編入領域と、編入済み自治体がある。現代の郡区にはその維持目的が限られたものになっている。アメリカ合衆国国勢調査局は郡区を元に人口を集計している。また系図調査など歴史的な目的には価値がある。1つ以上の郡区に入っている町や都市は統計調査に基づいて扱われる。ブラドリー郡の郡区は下記リストの10区であり、その中に含まれる町や都市を括弧書きしている。
- クレイ（バンクス）
- イーグル
- マリオン
- モロー
- ワシタ
- パレスタイン
- ペニントン（ウォーレン）
- リバー
- サンプター
- ワシントン（ハーミテージ）